# Arthur Jaffe
Arthur Jaffe (22 de dezembro de 1937) é um físico-matemático estadunidense e professor na Universidade de Harvard. Frequentou a Universidade de Princeton, onde obteve graduação em química, e posteriormente no Clare College (Cambridge), onde obteve graduação em matemática. Ele retornou a Princeton, onde doutorou-se em física.
De 1991 a 1996 foi presidente da Associação Internacional de Física Matemática, e posteriormente da American Mathematical Society. 